# Constantin Falck
Nils Constantin Falck, född 11 januari 1837 i Borås, död 23 mars 1904 i Hammar, Ytterlännäs socken, var en svensk trävaruhandlare och sågverksägare, kallad Ådalskungen. Han var svärfar till Daniel Tiselius.
Constantin Falck var son till stadsnotarien i Borås Pehr Jonas Falck. Han var brukselev vid Lo sågverk och blev därefter bokhållare vid Kramfors sågverk omkring 1824 och inspektor där 1857. 1858–1870 var Falck inspektor vid Lo sågverk varpå han startade egen affärsverksamhet som timmerhandlare. Han var medgrundare av Nylands trävarubolag i början av 1870-talet och grundade 1886 Björknäs AB och var 1886–1904 bolagets VD. Falck var även bland annat styrelseledamot i Lugnviks Nya Ångsågs AB, Strömsnäs AB, Svanö AB, Sprängvikens AB och Utansjö Cellulosa AB.
Constantin Falck blev 1889 riddare av Vasaorden.